# Ibiza (eiland)

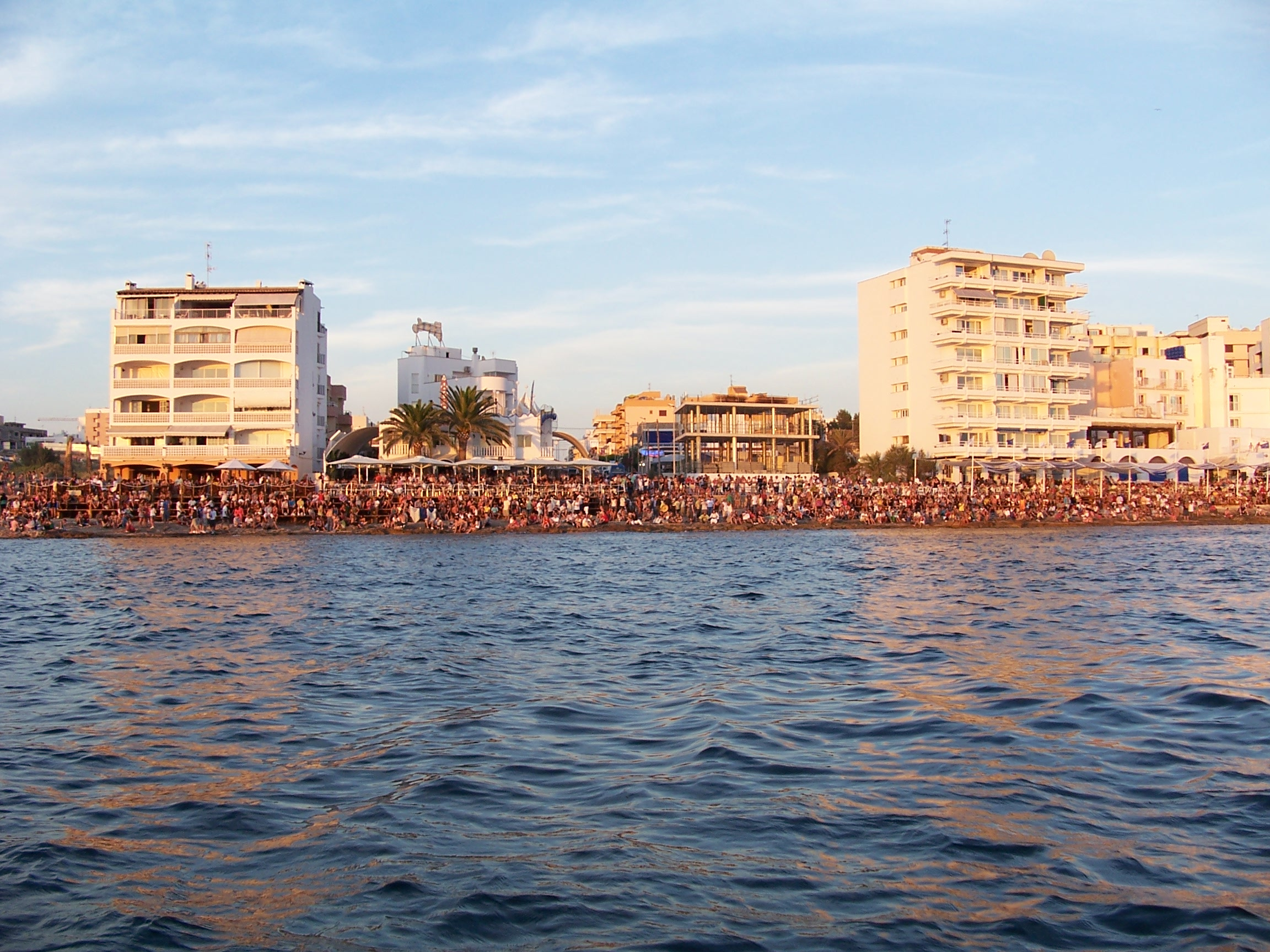
Café del Mar en Café Mambo

Ibiza (Catalaans: Eivissa [əjˈvisə]; Spaans: [iˈβiθa]) is een Spaans eiland, behorend tot de eilandengroep de Balearen. Het is een geliefde vakantiebestemming, bekend door het nachtleven dat voortgekomen is uit de hippiecultuur. De belangrijkste plaatsen zijn Ibiza-stad en Sant Antoni de Portmany.
De Catalaanse naam is Eivissa; Ibiza is de Castiliaanse naam. In Nederland wordt Ibiza gewoonlijk uitgesproken als [iˈbidza], waarbij de z klinkt zoals in het woord pizza. In het Spaans wordt deze letter uitgesproken als een stemloze dentale fricatief (de th in het Engelse woord think).

## Toerisme
Het eiland is een populaire vakantiebestemming onder jongeren, voornamelijk als gevolg van het drukke nachtleven op het eiland. Jaarlijks trekken bekende dj's naar Ibiza, waar ze zich dikwijls de hele zomer aan één discotheek verbinden. Aan de westkust staat sinds 1980 het Café del Mar, dat bekend is door zijn strandfeesten en door de muziek die door het café zelf wordt uitgebracht. Typerend zijn de vele villa's waarin de hippiecultuur nog steeds tot uiting komt, terwijl vaak Moorse en Balinese elementen gecombineerd worden met de traditionele stijl van de finca's  (de oorspronkelijke Spaanse boerderijen). Naast een zon-, strand- en feestbestemming, waarbij vooral het zuiden wordt aangedaan, heeft het eiland ook een rustige kant, waardoor het tevens geliefd is bij wandelaars en yogabeoefenaars. Sinds een aantal jaren voert de lokale overheid een beleid om Ibiza als gezinsbestemming te promoten.
Ibiza-stad staat sinds 1999 op de Werelderfgoedlijst. De oude, hoger gelegen, ommuurde binnenstad, met de kathedraal en het archeologisch museum als belangrijkste bezienswaardigheden, wordt Dalt Vila genoemd. Tien kilometer naar het westen liggen de ruïnes van de Fenicische nederzetting Sa Caleta.
Het eiland heeft een eigen vliegveld, Aeropuerto de Ibiza, dat vooral in de zomermaanden veel gebruikt wordt. Er zijn veerverbindingen met Barcelona, Mallorca, Dénia, en Valencia.

## Geschiedenis
Acht miljoen jaar geleden werden de Balearen boven de zeespiegel opgestuwd. Ze werden zichtbaar nadat deze zeespiegel daalde. De eerste menselijke bewoning gaat terug naar circa 5000 v.Chr. Er zijn van die vroegste periode slechts weinig resten overgebleven en opgegraven. Vanaf 654 voor Christus zijn er echte historische feiten bekend. Toen stichtten de Feniciërs hier een havenstad met de naam Ibossim (tegenwoordig Sa Caleta), naar de Egyptische god Bes. Zowel de naam Ibiza als de Catalaanse versie Eivissa zijn van Ibossim afgeleid. Tijdens de Fenicische periode bezochten ook de Grieken het eiland. De Griek Diodoros van Sicilië verwees als eerste schriftelijk naar de eilanden Formentera en Ibiza als de Pitiusen, ofwel de 'eilanden bedekt met dennenbomen'.
Nadat het Fenicische rijk verzwakt was door de Assyrische invasies kwam het eiland in handen van de Carthagers. Het groeide toen uit tot een belangrijke handelspost in het Middellandse zeegebied. De belangrijkste exportproducten in die tijd waren zout, Garum (vissaus) en wol. Toen Carthago in oorlog kwam met het Romeinse Rijk (de Tweede Punische Oorlog) was het eiland eerst nog trouw aan Carthago, maar door de talrijke verliezen op het slagveld werd Ibiza genoodzaakt om een bestand te sluiten met de Romeinen, waardoor het voor een volledige vernietiging gespaard werd. Rome hechtte niet zoveel belang aan Ibiza en het eiland verloor al gauw zijn belangrijke handelsstatus. De zoutmijnen op Ibiza bleven voor de Romeinen wel interessant. Het zout werd namelijk gebruikt om voedingswaren op de schepen van de Romeinen langer goed te houden.
Na de Val van het West-Romeinse Rijk kwam het eiland korte tijd in handen van de Vandalen en daarna van het Byzantijnse Rijk. In 902 namen de Arabische Moren het eiland in en gaven het de naam Yebisah. De bewoners bekeerden zich grotendeels tot de Islam en het eiland kwam onder bestuur van de stad Dénia. In 1110 nam de Noorse Koning Sigurd I het eiland in tijdens de Noorse Kruistocht. Op de historische datum 8 augustus 1235 nam Jacobus I van Aragón het eiland in. Hiermee eindigde de Moorse bezetting en werden alle moslims van Ibiza gedeporteerd. Hierna kreeg het eiland zelfbestuur. In 1479 werd bepaald dat Ibiza officieel tot zowel de Balearen behoorde als tot het Koninkrijk Spanje. Het zou echter tot 1715 zelfbestuur houden. Het eiland werd in die tijd nog vaak geteisterd door zeerovers. Het buureiland Formentera is in die tijd eens helemaal leeggehaald door zulke piraten. Het Spaanse gezag was niet in staat om de bewoners afdoende te beschermen. Ze moesten zelf voor hun verdediging zorgen.
In de twintigste eeuw kreeg het eiland bekendheid doordat kunstenaars en schrijvers, zoals Raoul Hausmann en Walter Benjamin, op het eiland kwamen wonen. Later werd Ibiza ontdekt door de toeristen. Deze periode werd in 1936 wreed onderbroken, doordat de Spaanse Burgeroorlog ook naar Ibiza en Formentera oversloeg. Er zou op Ibiza in 1936 een bloedige actie van troepen van generaal Francisco Franco tegen de republikeinen hebben plaatsgevonden, wat in de Spaanse geschiedschrijving wordt ontkend. Pas rond 1950 was de situatie enigszins genormaliseerd. In de jaren zestig trokken veel hippies naar het eiland, die zelfs eigen gemeenschappen stichtten in de grotten langs de kust. Het eiland was in die jaren een vrijhaven aan de rand van het Spanje van dictator Franco. Artiesten als Santana, The Rolling Stones en Pink Floyd traden er in die jaren op. Mensen kwamen bij elkaar op het eiland om te dansen, zingen, eten en wiet te roken in de natuur. Ibiza was voor veel kunstenaars een inspirerende plek. Ook Nederlandse schrijvers als Cees Nooteboom en Harry Mulisch gingen daarom naar Ibiza.
Na de dood van Franco in 1975, waarna Spanje een democratie werd, werd Ibiza onderdeel van de autonome gemeenschap van de Balearen. In de jaren tachtig veranderde het eiland langzaam. Hoewel de hippiecultuur nooit verdween verschoof het zwaartepunt richting dancemuziek. Onder invloed van DJ's als DJ Alfredo (Alfredo Fiorito) en de in oktober 2020 overleden José Padilla ontstond een eigen geluid. Deze stijl werd in 1987 door Paul Oakenfold verweven met de housecultuur. Zo ontstond de invloedrijke Balearic Beat. Het eiland werd steeds meer een populaire vakantiebestemming onder liefhebbers van dancemuziek. Het heeft die positie weten vast te houden met grote discotheken als Pacha, Space, Privilege en Amnesia. De populaire balearic-muziek wordt uitgegeven op vele compilaties waarvan Hed Kandi en Café del Mar de bekendste zijn.

## Geografie

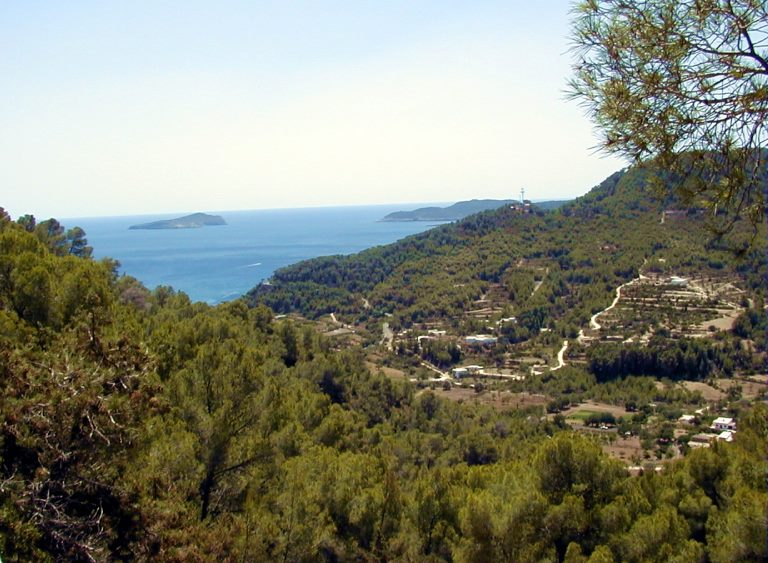
De rotskust met een aantal boerderijen in het noordoosten van het eiland.

Met een oppervlakte van 575 km² is Ibiza het op dertien na grootste eiland in de Middellandse Zee. Het eiland, dat een oppervlakte van zo'n 35 bij 20 km beslaat, bestaat uit beboste bergen, gecombineerd met laagvlakten. Sa Talaiassa (Spaans: Sa Talaia) is met een top op 475 meter de hoogste berg. In het zuiden liggen zoutpannen die al in de oudheid werden gebruikt. De kustlijn bestaat voor een groot deel uit kliffen met daartussen zandstranden. Om Ibiza heen liggen vele rotseilanden, waarvan Es Vedrà in het zuidwesten het bekendst is.
Ibiza vormt samen met het zuidelijker gelegen Formentera de Pitiusen. Ten noordoosten van het eiland liggen Mallorca en Menorca.
Grootste steden zijn Ibiza-stad, Sant Antoni de Portmany en Santa Eulària des Riu. Ibiza is ingedeeld in de volgende gemeenten:
- Ibiza-stad
- Sant Antoni de Portmany
- Sant Joan de Labritja
- Sant Josep de sa Talaia
- Santa Eulalia del Río

## Klimaat
| Maand                         | jan  | feb  | mrt  | apr  | mei  | jun  | jul  | aug  | sep  | okt  | nov  | dec  | Jaar |
| ----------------------------- | ---- | ---- | ---- | ---- | ---- | ---- | ---- | ---- | ---- | ---- | ---- | ---- | ---- |
| Gemiddeld maximum (°C)        | 16,4 | 17,0 | 18,3 | 19,9 | 23,1 | 27,0 | 29,5 | 30,4 | 28,1 | 23,8 | 19,7 | 17,0 | 22,5 |
| Gemiddeld minimum (°C)        | 6,1  | 6,7  | 8,0  | 9,7  | 12,9 | 16,7 | 20,3 | 21,2 | 18,8 | 14,6 | 10,5 | 7,9  | 12,8 |
|                               |      |      |      |      |      |      |      |      |      |      |      |      |      |
| Neerslag (mm)                 | 42   | 32   | 39   | 34   | 25   | 13   | 5    | 18   | 48   | 68   | 48   | 57   | 35,8 |
| Bron: Weer Ibiza - Worldmeteo |      |      |      |      |      |      |      |      |      |      |      |      |      |

## Cultuur

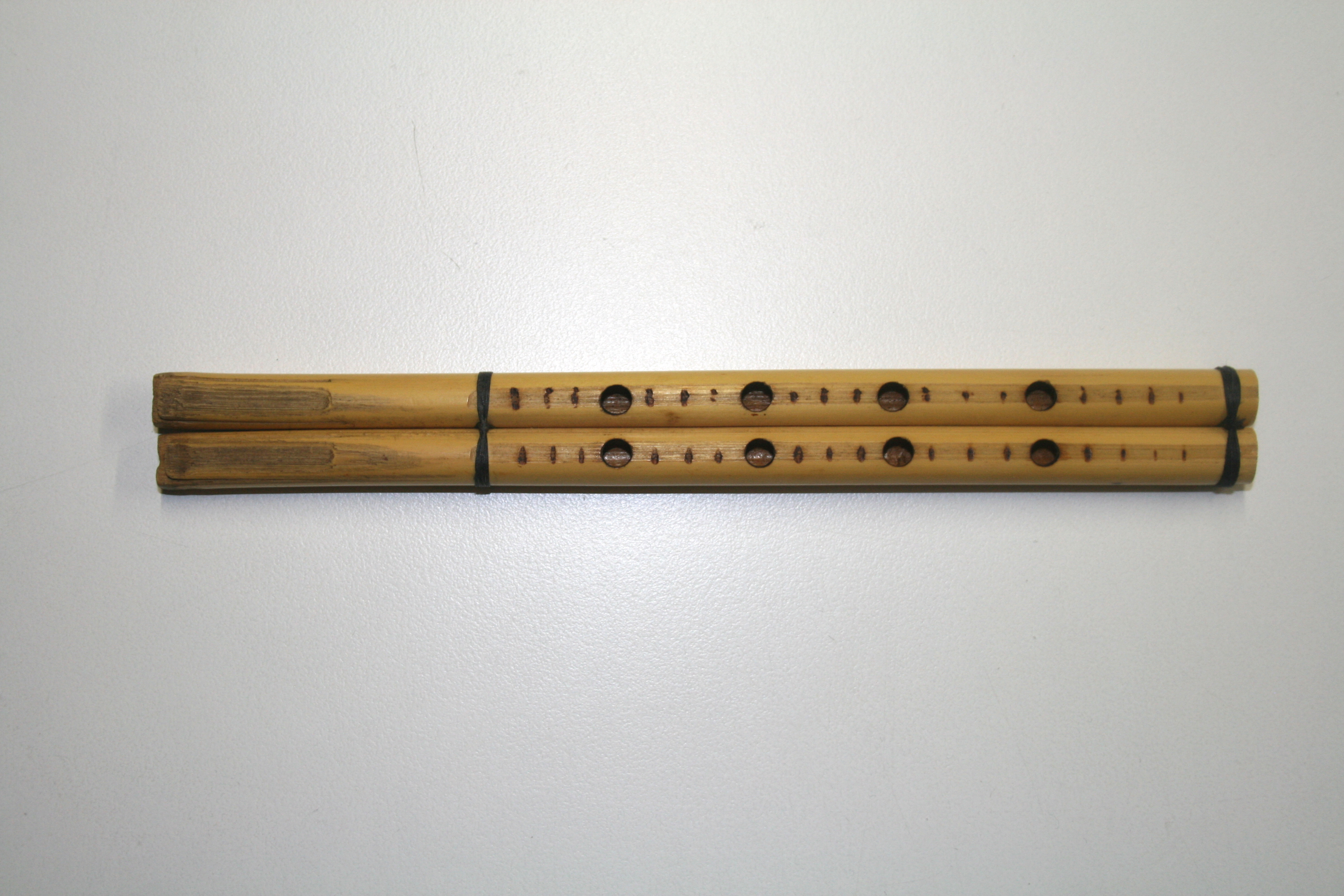
Reclam de xeremies

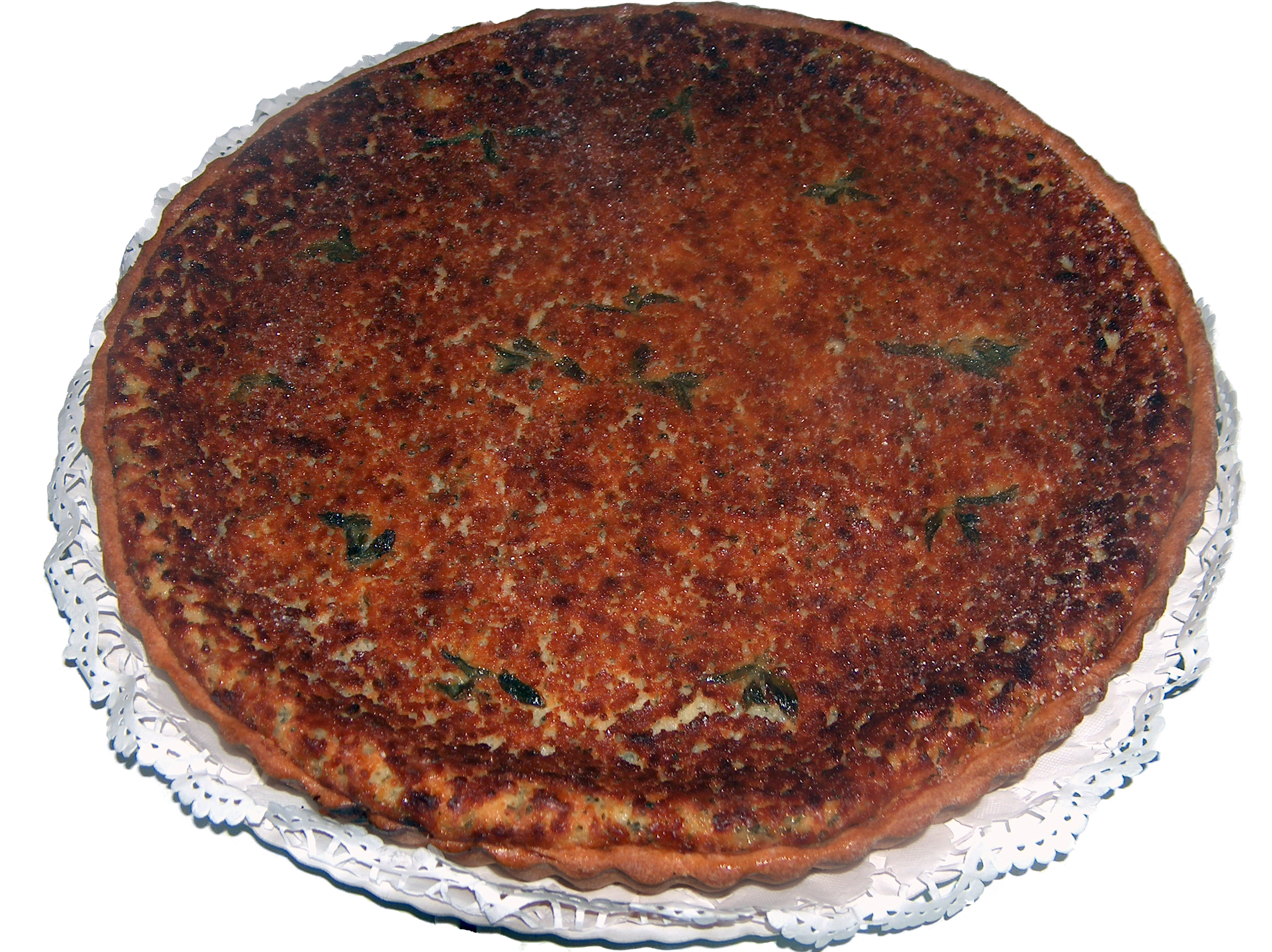
Flaó, gevuld gebak van Ibiza

De inwoners van Ibiza hebben hun eigen dialect van het Catalaans, het Eivissenc, wat ook op het nabijgelegen Formentera wordt gesproken.
Een opvallend muziekinstrument is de Reclam de xeremies. Deze fluit, een dubbele klarinet, bestaand uit twee enkele rieten, is waarschijnlijk een variant op de zummara die aan de Afrikaanse kust van de Middellandse zee wordt gebruikt. Een gebruik dat oorspronkelijk op het hele eiland plaatsvond, maar tegenwoordig op steeds meer plaatsen verdwijnt, is de ses matances, een dorpsfeest waarbij een groot aantal varkens wordt geslacht, waarvan het vlees o.a. tot worsten (sobrasadas) wordt verwerkt.

### Eten
De flaó is een gevuld gebakje dat in meerdere regio's in het Catalaanse taalgebied bereid wordt, maar per plek sterk verschilt. De variant van Ibiza is groter en gevuld met schapen- of geitenkaas, ei, suiker, pepermunt en anijs. Verder kent het eiland een eigen wijn, beschermd door de classificatie Vino de la Tierra, vergelijkbaar met de Franse Vin de pays.
Andere gerechten uit de keuken van Ibiza zijn bullit de peix (een visstoofpotje), arròs de matança (varkensvlees met rijst), sofrit pagès (gekookte aardappelen met varkensvlees) en arròz a la marinera (een gerecht van gamba's en schelpdieren).

### Ibiza in film en televisie
Elke lente wordt het Ibiza International Film Festival gehouden. Daar worden onafhankelijke films vertoond. De prijs is een Falco d'or, een verwijzing naar de Eleonora's valken die op Formentera voorkomen.
De film Verliefd op Ibiza uit 2013 en de gelijknamige televisieserie spelen zich af op het eiland, net als de Britse tienerkomedie Kevin & Perry Go Large. De film It's All Gone Pete Tong gaat over een DJ op het eiland die doof wordt. More is een film uit 1969 over het hippieleven, vrije liefde en drugsgebruik op het eiland.
Ook de videoclips van Que sí que no van Jody Bernal, Club Tropicana van Wham! en Glad You Came van The Wanted werden op Ibiza opgenomen.

## Stranden

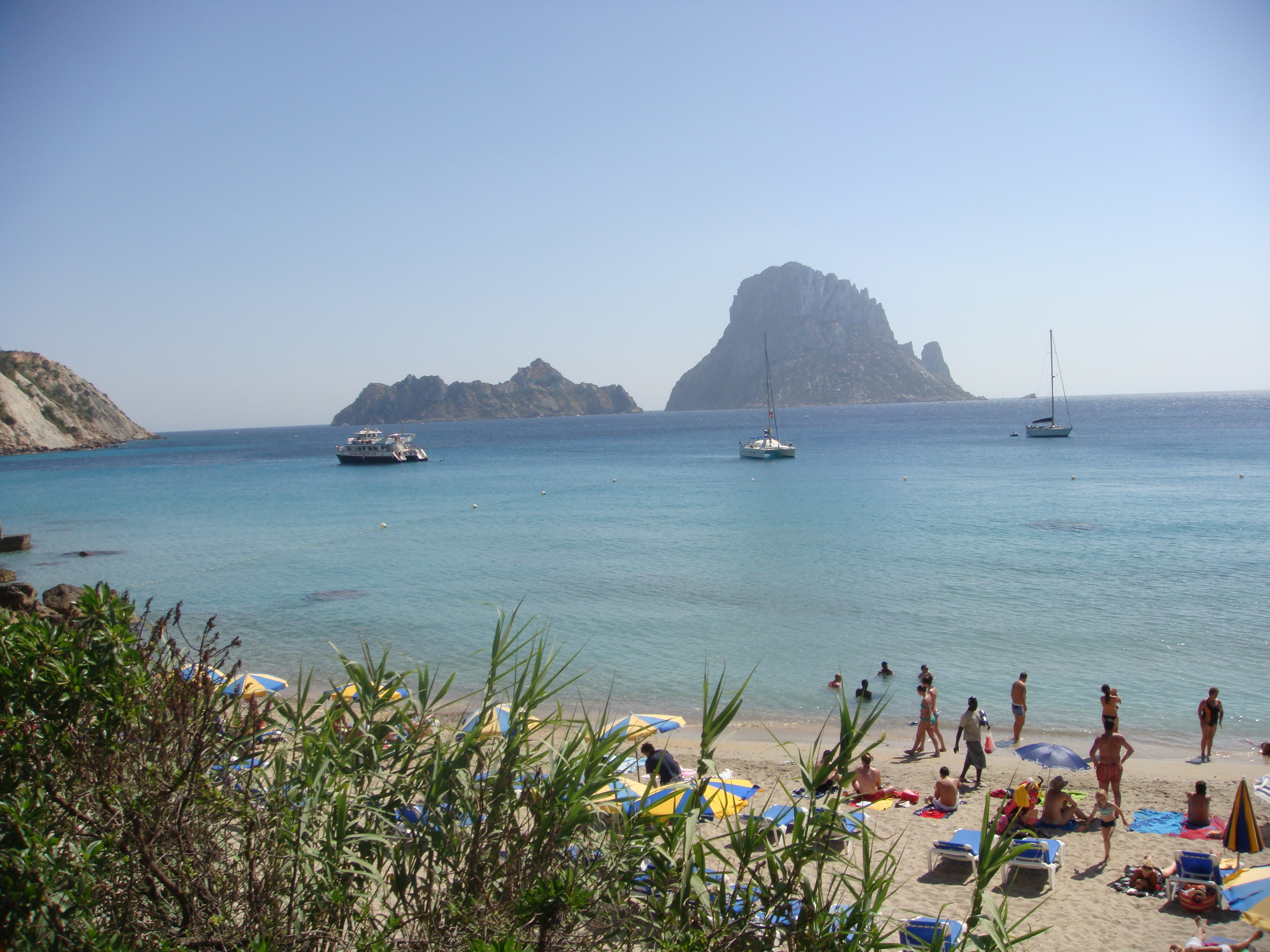
Het strand Cala d'Hort, met op de achtergrond het rotseiland Es Vedrá

Het eiland heeft een aantal bekende stranden:
- Cala d'Hort, met uitzicht op het rotseiland Es Vedra.
- Cala Bassa staat bekend als mooi en breed maar in de zomermaanden ook erg druk.
- Cala Vadella
- Cala Jondal
- Aan de noordkust zijn tal van afgelegen stranden te vinden, zoals Es Portixol, een afgelegen strand dat alleen te voet na een wandeling van een half uur te bereiken is. Een ander rustig strand is Cala Xarraca met wat meer voorzieningen.
- Cala Salada aan de westkust. Het strand is over de weg bereikbaar maar ook via een twaalf kilometer lang pad langs de rotskust.

## Bekende inwoners

### Geboren
- Abel Matutes (1941), Spaans politicus en ondernemer
- Yolanthe Cabau (1985), Nederlands-Spaans actrice en tv-presentatrice.
- Jamie Lou Stenzel (2002), Duits-Spaanse zangeres

### Woonachtig (geweest)
- Ronnie Beer (1941), Zuid-Afrikaans jazzmuzikant
- Walter Benjamin (1892-1940), Duits marxistische cultuurfilosoof
- Jack Davenport (1973), Brits acteur
- Esther J. Ending (1972), Nederlands schrijfster
- Raoul Hausmann (1886-1971), Oostenrijks dadakunstenaar
- Chris Hinze (1938), Nederlands dwarsfluitist en componist
- Heinz Mack (1931), Duits beeldhouwer en schilder
- Maribelle (1960), Nederlands zangeres
- Marty (1954), Nederlands musicus, componist en muziekproducer
- Jimmy Nelson (1967), Brits fotograaf en fotojournalist
- Saskia Noort (1967), Nederlands schrijfster, freelance journaliste en columniste
- Frederik van Pallandt (1934-1994), Nederlands zanger, bekend van Nina en Frederik
- Peter Sinfield (1943), Brits dichter, schrijver en performer
- Tiësto (1969), Nederlands dj
- Patty Brard (1955), Nederlands televisiepersoonlijkheid, presentatrice en zangeres
- Terry-Thomas (1911-1990), Brits komiek
- Natasja Vermeer (1973), Nederlands model, actrice, dierenrechtenactiviste
- Ann Vervoort (1977-2010), Belgisch zangeres
- Dag Lerner (1960), Duits trancedj en -producer
- Torsten Stenzel (1971), Duits trancedj en -producer
- Sandra Ann Lauer (1962), Duitse zangeres
- Dinand Woesthoff (1972), Zanger, schrijver

### Overleden
- Denholm Elliott (1992), Brits acteur
- Barry Flanagan (2009), Brits beeldhouwer
- Faber Heeresma (1969), Nederlands schrijver en kunstschilder
- Guru Josh (2015), Brits danceproducer
- Andries Krijn (1992), Nederlands acteur
- Robert Miles (2017), Zwitsers-Italiaanse dj, muziekproducent, muzikant en componist
- Juan Muñoz (2001), Spaans beeldhouwer
- Nico (zangeres) (1988), Duits fotomodel, actrice en zangeres
- Emil Schumacher (1999), Duits schilder en graficus
- Rick deVito (1952), Nederlandse zanger

## Afbeeldingen

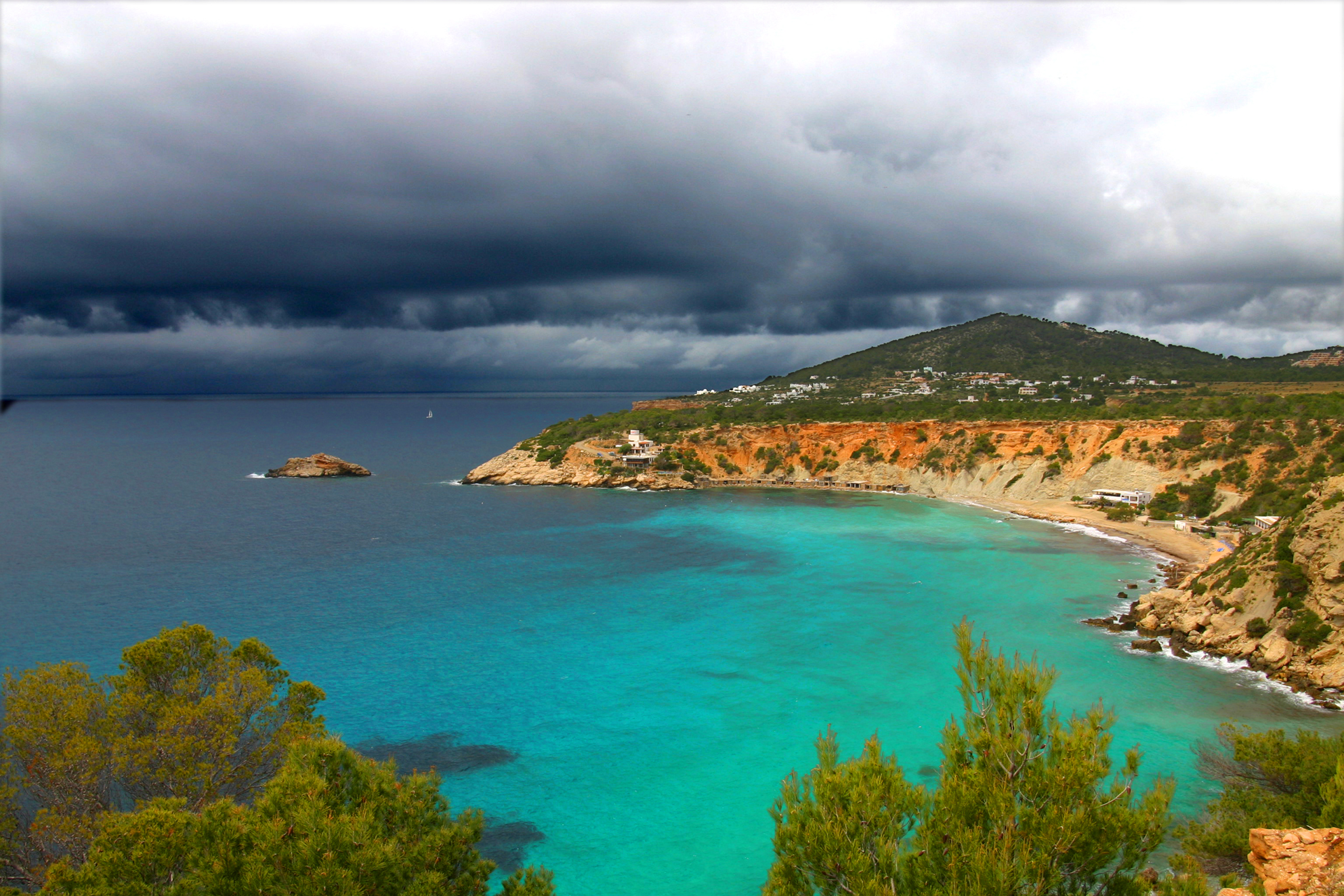
Baai
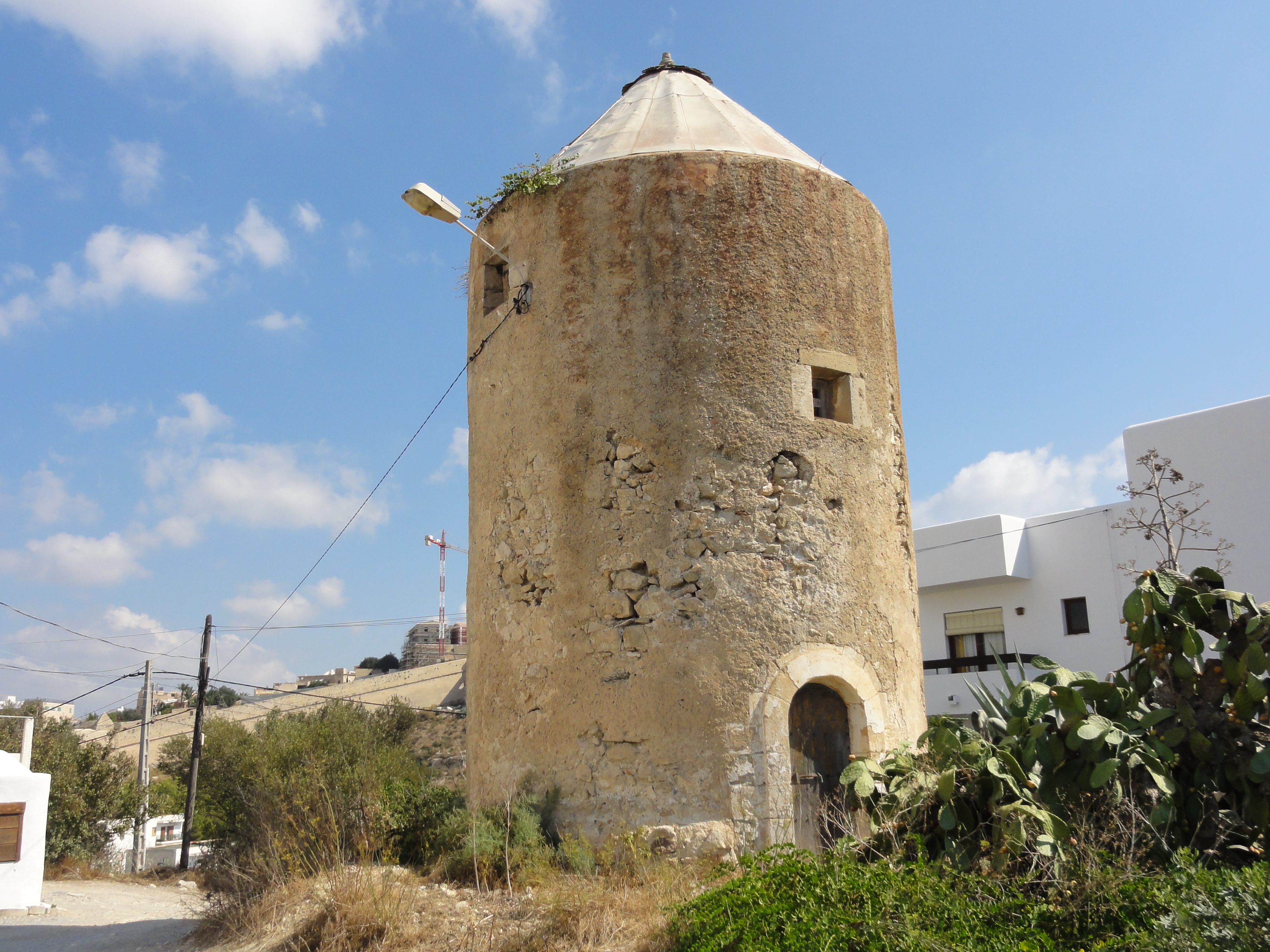
Oude windmolen
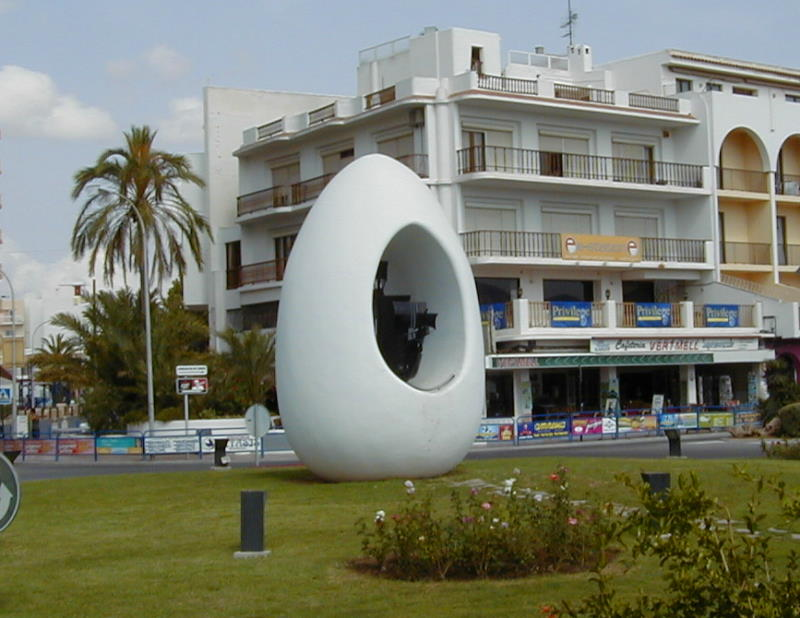
Het beroemde ei in de badplaats Sant Antoni de Portmany.
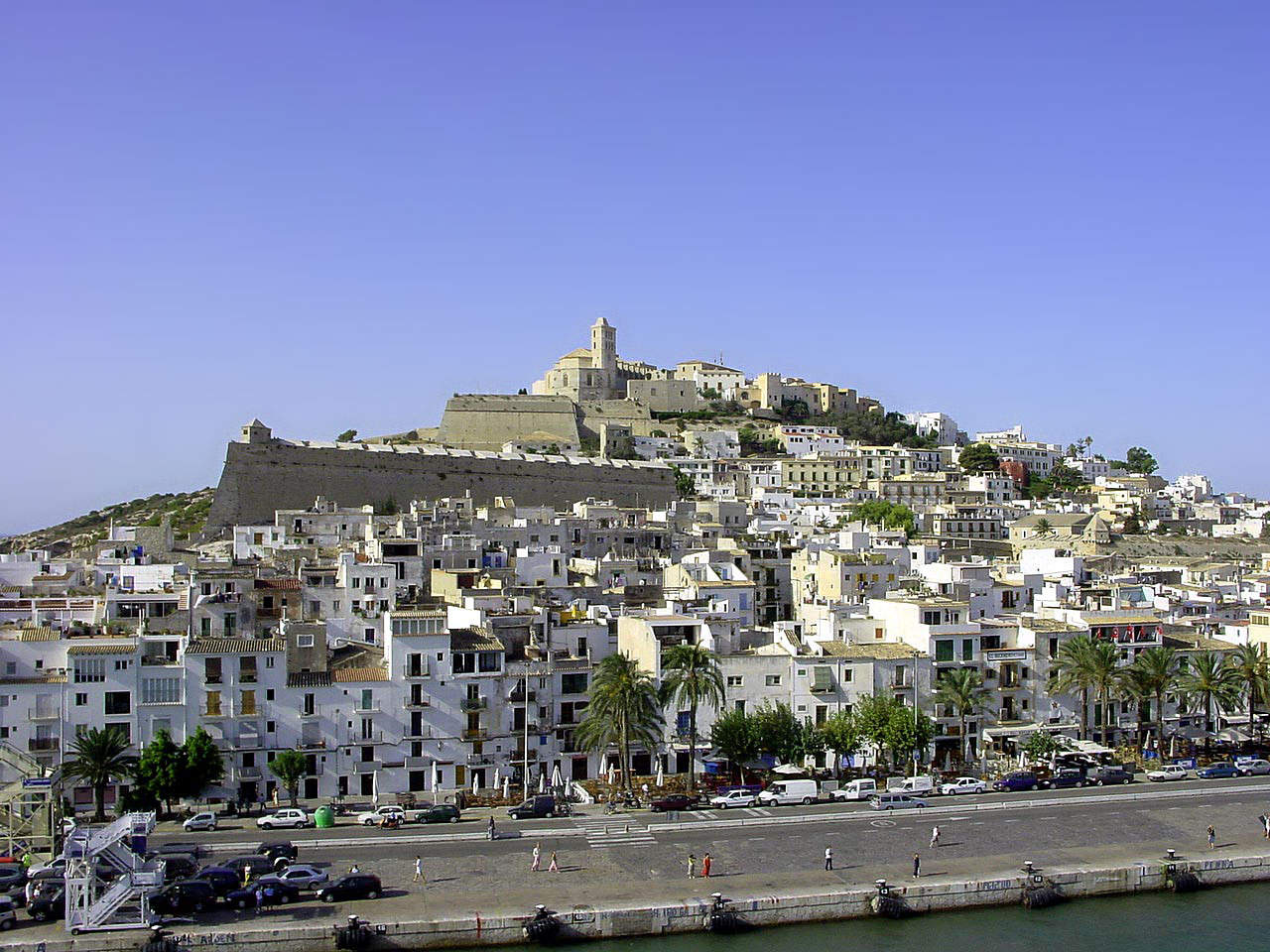
Ibiza-stad met de Dalt Vila
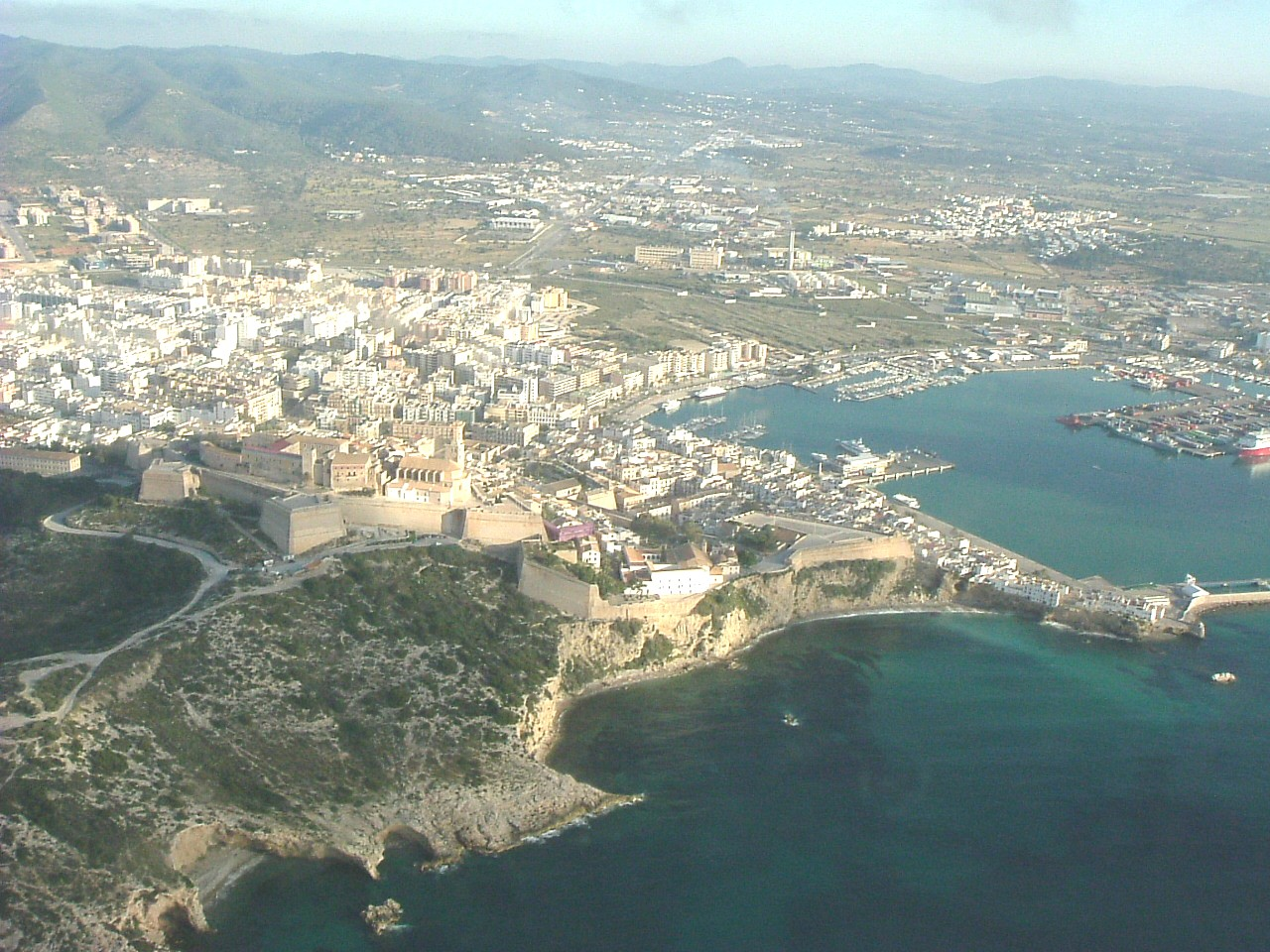
Ibiza-stad vanuit de lucht
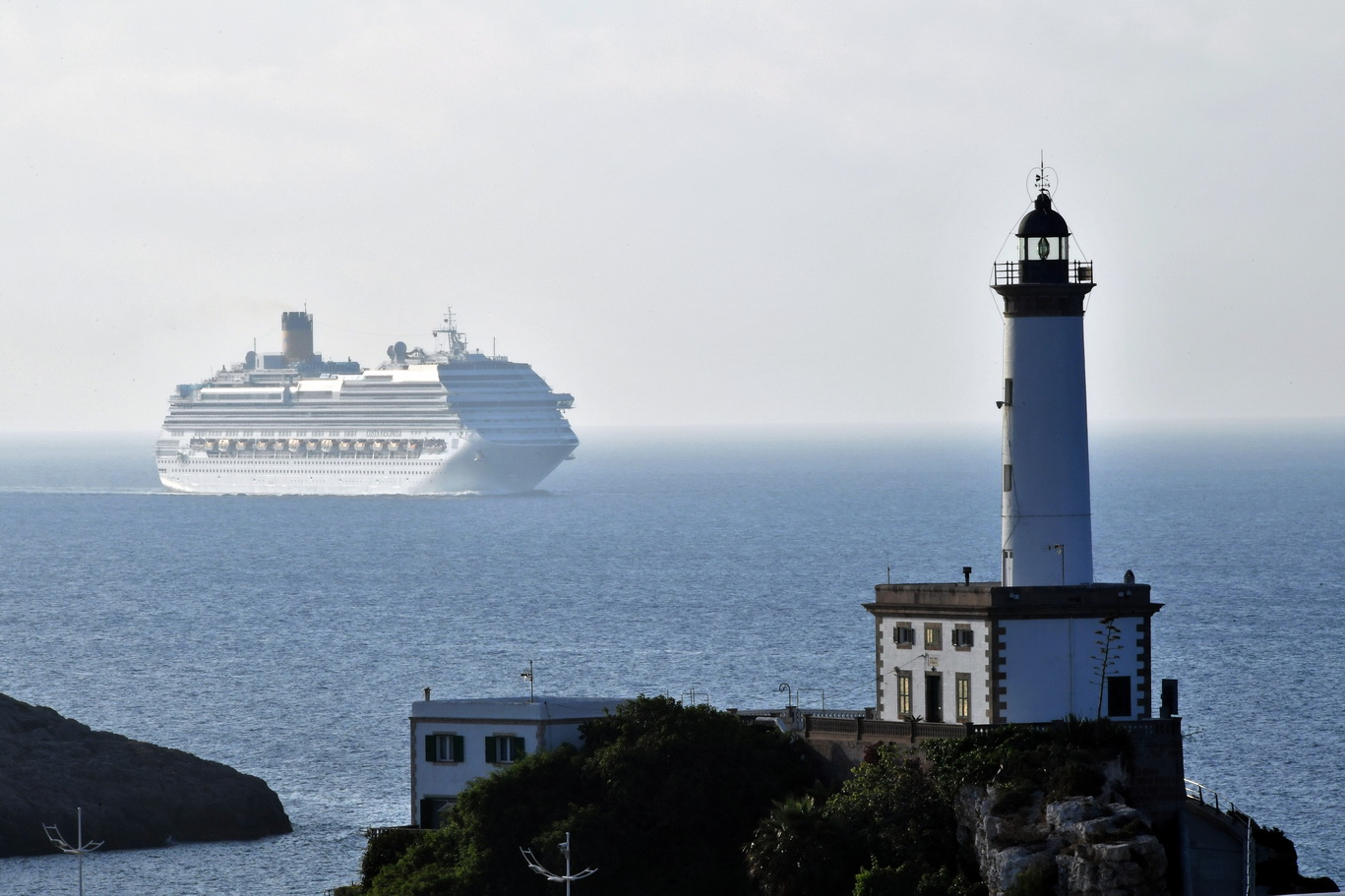
Haven
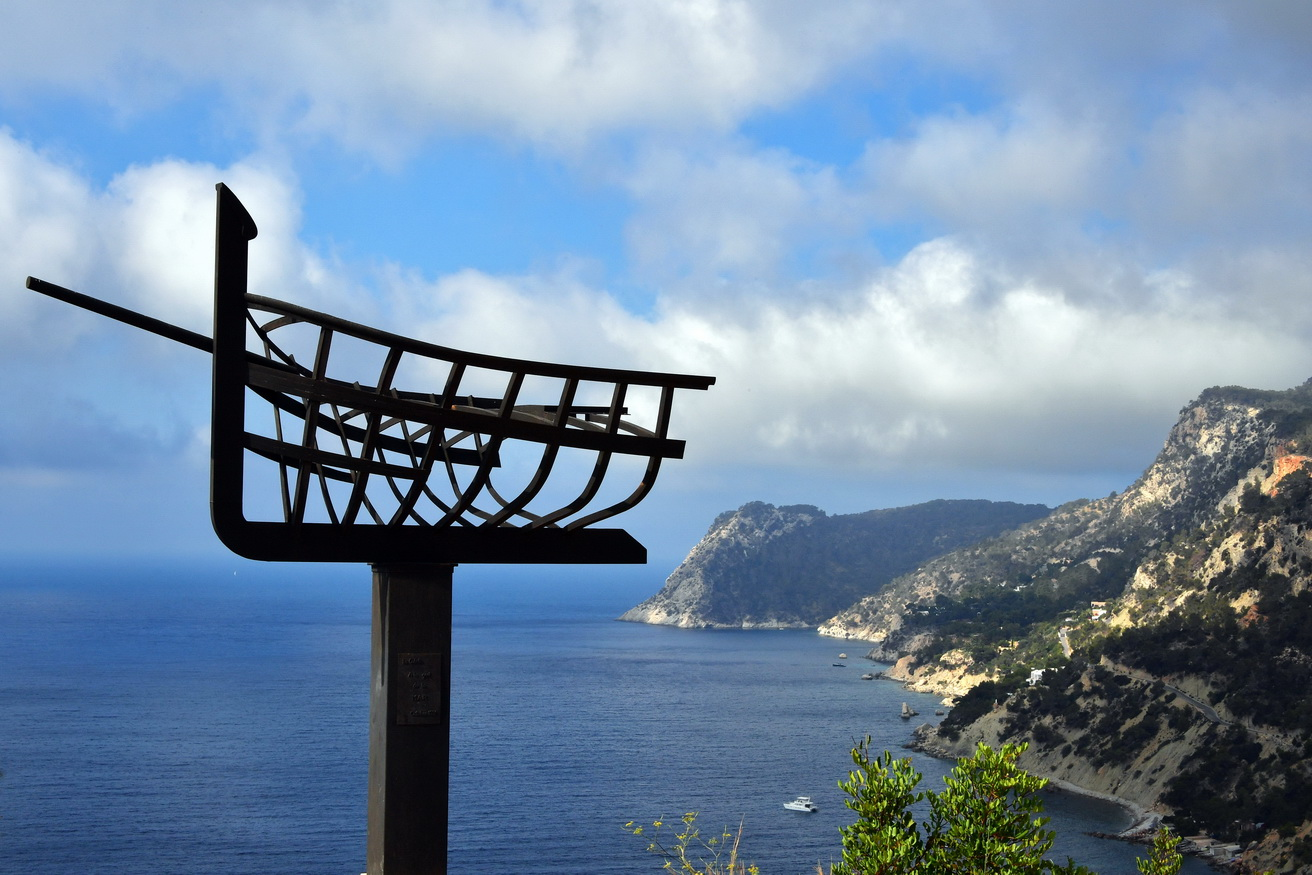
Es Cubells
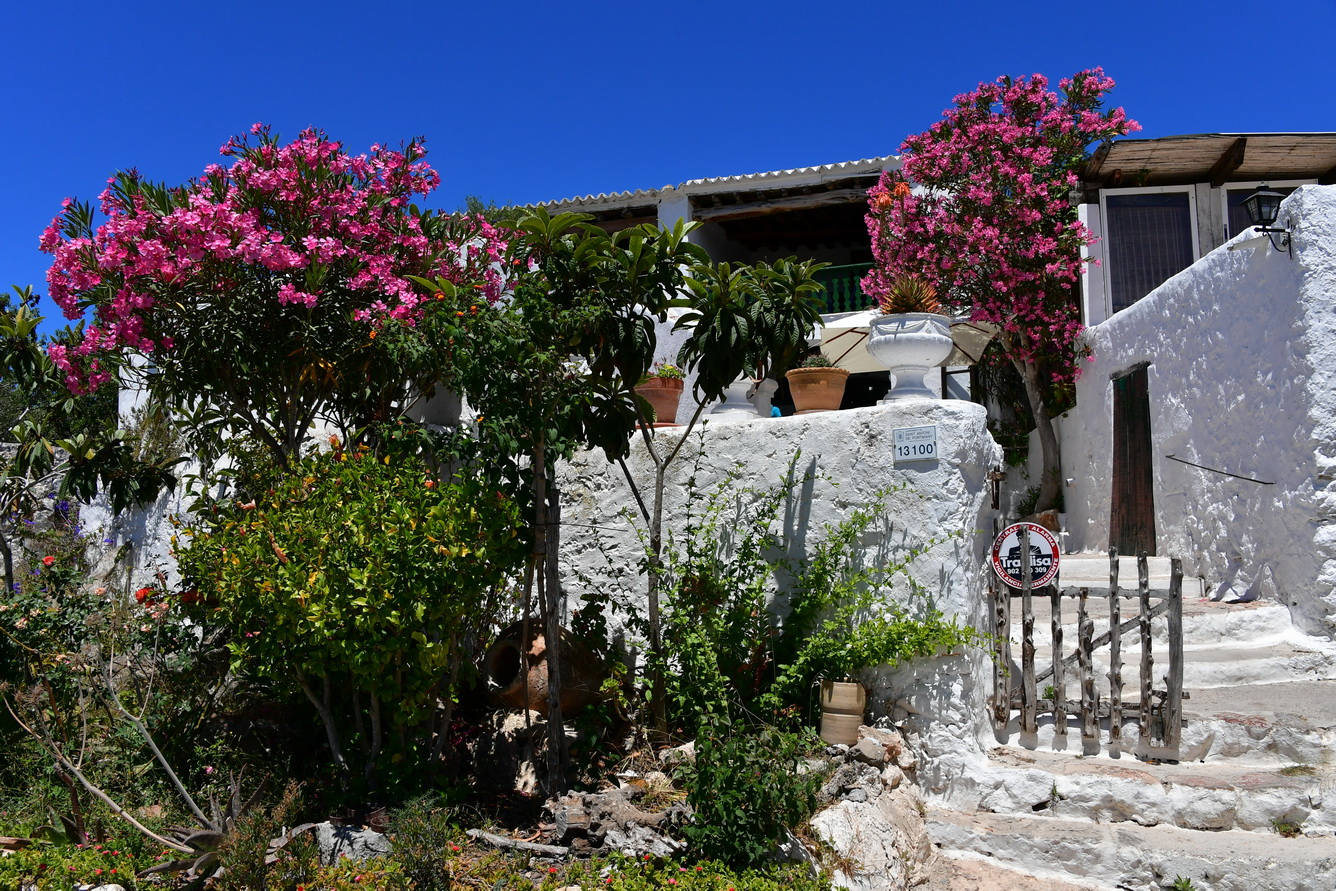
Oud landhuis
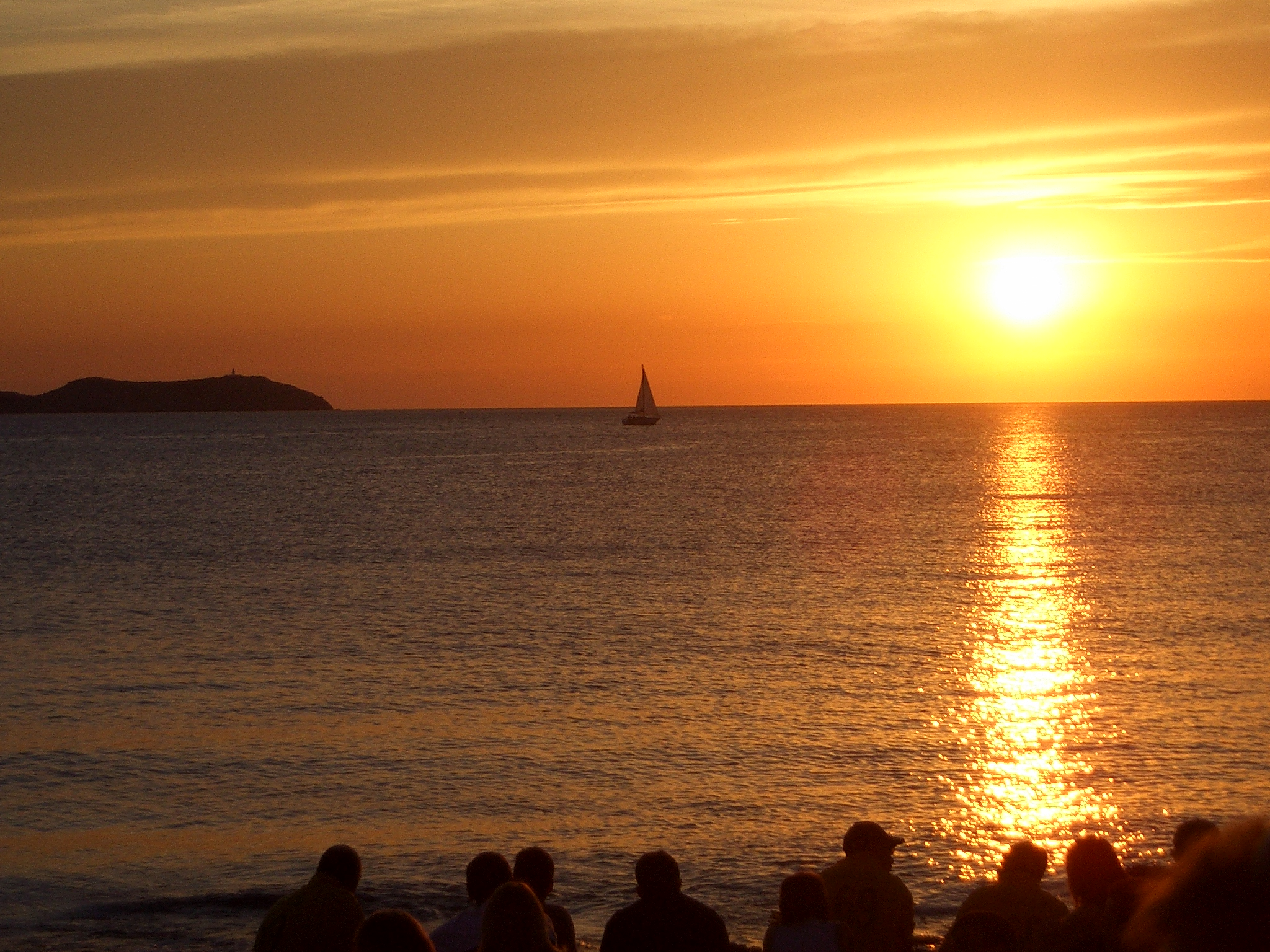
Zonsondergang op het strand bij Café del Mar
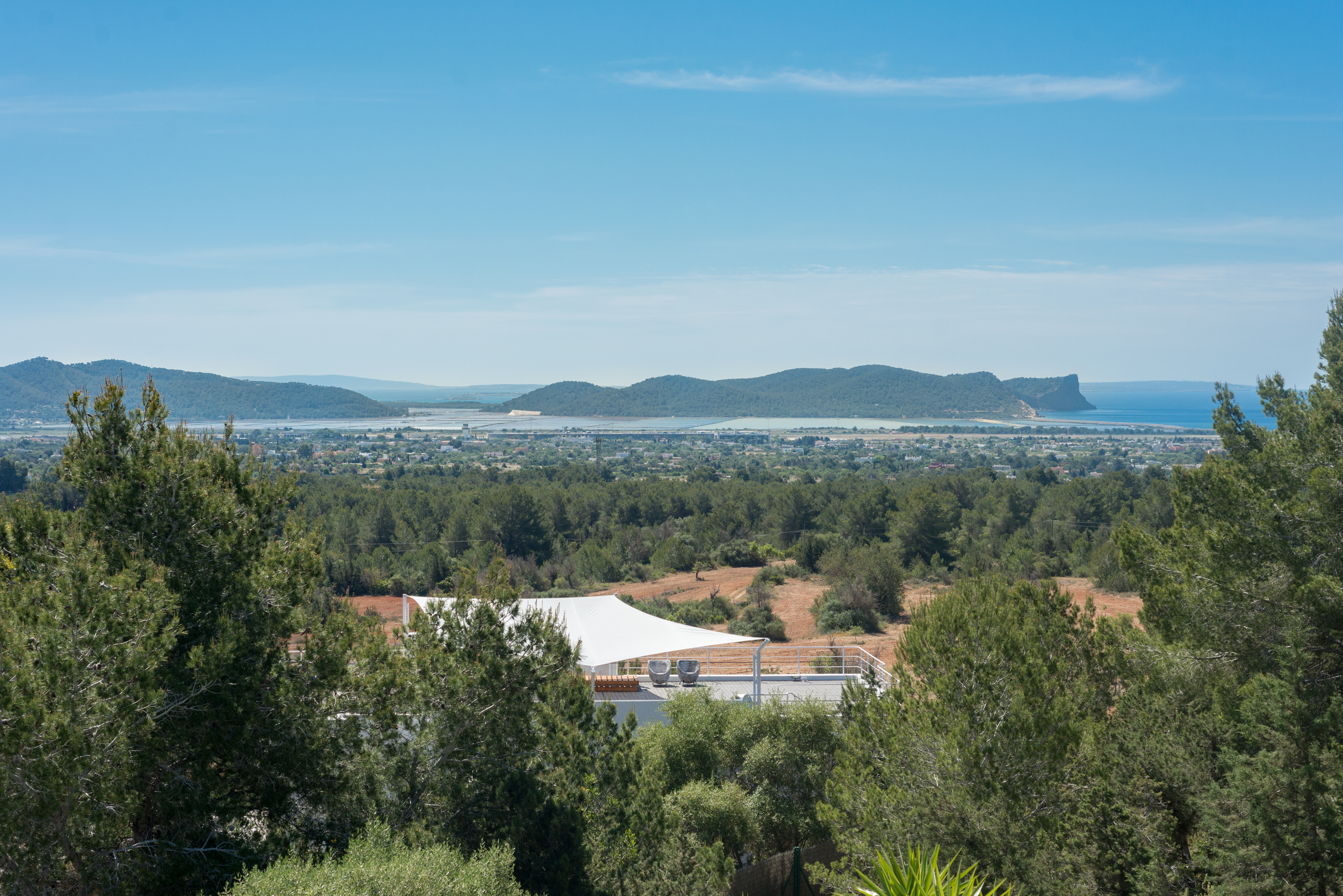
Zicht op Salinas en Formentera

- Biblioteca Nacional de España: XX453541
- Gemeinsame Normdatei: 4026432-4
- Library of Congress Control Number: sh85063913
- MusicBrainz: 60f40dc9-1f5d-4987-8738-6b1b698c4fcd
- National Archives and Records Administration: 10045362
- Nationale Bibliotheek van Tsjechië: ge131419
- Nationale Bibliotheek van Israël: 987007536172805171
- Virtual International Authority File: 315127257

Alhambra, Generalife en Albaicín, Granada ·
Kathedraal van Burgos ·
Historisch centrum van Córdoba ·
Klooster en plaats van het Escorial, Madrid ·
Werken van Gaudí ·
Grot van Altamira en de paleolithische grotkunst van Noord-Spanje ·
Monumenten van Oviedo en het koninkrijk Asturië ·
Oude stad Ávila met de Kerken-buiten-de-Muren ·
Oude stad Segovia en aquaduct ·
Santiago de Compostella (oude stad) ·
Nationaal park Garajonay ·
Historische stad Toledo ·
Mudéjararchitectuur van Aragón ·
Oude stad Cáceres ·
Kathedraal, Alcázar en Archivo General de Indias in Sevilla ·
Oude stad Salamanca ·
Klooster van Poblet ·
Archeologisch ensemble van Mérida ·
Pelgrimsroute naar Santiago de Compostella ·
Koninklijk klooster van Santa Maria de Guadalupe ·
Nationaal park Doñana ·
Historische ommuurde stad Cuenca ·
La Lonja de la Seda van Valencia ·
Las Médulas ·
Palau de la Música Catalana en Hospital de Sant Pau, Barcelona ·
Monte Perdido ·
Kloosters van San Millán Yuso en Suso ·
Prehistorische rotskunst in de Coa Vallei en de Siega Verde ·
Rotskunst van het Middellandse Zeebekken op het Iberisch Schiereiland ·
Universiteit en historische parochie van Alcalá de Henares ·
Ibiza, biodiversiteit en cultuur ·
San Cristóbal de La Laguna ·
Archeologisch ensemble van Tarraco ·
Archeologisch Atapuerca ·
Catalaanse romaanse kerken van de Vall de Boí ·
Palmeral van Elche ·
Romeinse muur van Lugo ·
Cultuurlandschap van Aranjuez ·
Monumentale renaissance-ensembles van Úbeda en Baeza ·
Vizcayabrug ·
Oude en voorhistorische beukenbossen van de Karpaten en andere regio's van Europa ·
Nationaal park El Teide ·
Herculestoren ·
Cultuurlandschap van de Serra de Tramuntana ·
Erfgoed van kwik. Almadén en Idrija ·
Dolmens van Antequera ·
Kalifaatstad Medina Azahara ·
Cultuurlandschap van de Risco Caído en de heilige bergen van Gran Canaria  ·
Paseo del Prado en Parque del Buen Retiro, een landschap van kunst en wetenschap
Mallorca · Menorca · Ibiza · Formentera · Cabrera · Dragonera